# Fotografický obzor
Fotografický obzor byl český časopis zaměřený na fotografickou tvorbu, který vycházel mezi roky 1893 a 1944. Vydavatelem byl Klub fotografů amatérů, od 1902 Český klub fotografů amatérů, po roce 1930 Svaz českých klubů fotografů amatérů se sídlem v Praze.
První číslo vyšlo 10. ledna 1893. Od roku 1923 se z běžného klubovního zpravodaje stal časopis s bohatou obrazovou přílohou, která byla tištěna proslulým hlubotiskem firmy Václav Neubert a synové v Praze na Smíchově. V roce 1930 došlo ke sloučení s časopisem Rozhledy fotografa amatéra a Fotografický obzor se stal orgánem Svazu českých klubů fotografů amatérů.
Nejprogresivnější bylo období mezi roky 1940–1941, kdy se ve vedení FO objevili mj. Jaromír Funke, Josef Ehm nebo Eugen Wiškovský. Po jejich odchodu se časopis zaměřil na tzv. vlasteneckou fotografii. Historie časopisu se uzavřela v září 1944, kdy byl zastaven. K poválečné obnově Fotografického obzoru už nedošlo.